# Coś optymistycznego
Coś optymistycznego – pierwszy singel Kasi Kowalskiej promujący jej album Czekając na....

## Lista utworów
1. "Coś optymistycznego" (wersja albumowa) – 3:19
2. "A to co mam..." (wersja albumowa) – 4:57

## Twórcy
- Kostek Yoriadis – muzyka
- Kasia Kowalska – słowa
- Hakan Kursun i Rafał Paczkowski – realizacja dźwięku ("Coś optymistycznego")
- Staszek Bokowy – realizacja dźwięku ("A to co mam...")
- Julita Emanuiłow (Classicord) – mastering
- Wiesław Pieregrólka – produkcja muzyczna ("A to co mam...")
- Staszek Bokowy – pomoc ("Coś optymistycznego")
- Mercury – produkcja ("Coś optymistycznego")
- Izabelin Studio – produkcja ("A to co mam...")
- Jacek Poremba – zdjęcia
- Marta & Łukasz "Thor" Dziubalscy – opracowanie zdjęć i projekt
- Kostek Yoriadis - aranżacja
- Rafał Paczkowski i Kostek Yoriadis - miksowanie

## Listy przebojów
| Notowania                          | pozycja |
| ---------------------------------- | ------- |
| Lista Przebojów Programu Trzeciego | 2       |
| Szczecińska Lista Przebojów        | 3       |